# 邦普罗格雷索
邦普罗格雷索是巴西南大河州的一个市镇。总面积88.757平方公里，总人口2441人，人口密度27.5人/平方公里。